# Sungkyunkwan
Sungkyunkwan, fondée en 992 (sous le nom de Gukjagam), a été l'établissement d'enseignement le plus réputé en Corée sous les dynasties Goryeo et Joseon, préparant les étudiants à rentrer au service du gouvernement. L'actuelle université Sungkyunkwan en est l'héritière.

## Éducation
L'enseignement à Sungkyunkwan était basé sur le confucianisme et avait pour objectif de préparer les étudiants à rentrer au service du gouvernement. Le but principal pour les étudiants était donc de passer le gwageo, l'examen pour le service civil qui attestait de leur capacité à interpréter les classiques chinois suivant l'idéologie néoconfucéenne officielle. Initialement, le nombre d'étudiants était de 150, il passa à 200 en 1429.
Les examens d'entrée à Sungkyunkwan étaient extrêmement difficiles et seuls les fils de fonctionnaires de haut rang pouvaient se présenter. Les étudiants avaient deux possibilités pour se faire admettre : passer les examens  Saengwonsi (생원시) et Jinsasi (진사시) ou bien les deux autres examens, Seungbo (승보) et Eumseo (음서).

## Période Goryeo
37° 59′ 30″ N, 126° 34′ 15″ E

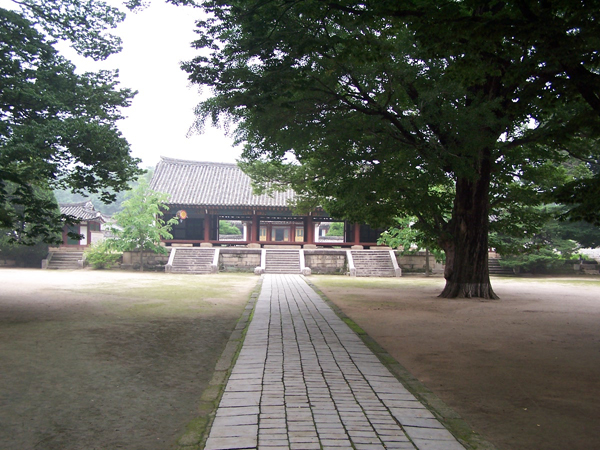
La Sungkyunkwan de Koryo, trésor national n°127 de la Corée du Nord

Elle a été fondée en 992 sous le nom de Gukjagam à Kaesong, ville qui était alors la capitale du royaume de Goryeo. Elle est située au pied du mont Songak au nord-est de la ville.
Au départ, six matières étaient enseignées. Les trois premières (Gukjahak, Taehak et Samunhak), l'étude des classiques du confucianisme, étaient réservées aux enfants des hauts fonctionnaires et prenaient neuf ans. Les trois autres, le secrétariat (calligraphie), l'arithmétique (comptabilité) et le droit étaient ouvertes aux enfants des fonctionnaires de plus basse extraction jusqu'au huitième rang et duraient six ans. De 1109 à 1133 s'y ajoute la formation des fonctionnaires militaires. Parmi ses anciens étudiants, on trouve les généraux So Hui, Kang Kam-chan et les savants Ri Kyu-bo, Ri Saek, Jeong Mong-ju (1337-1392) et Kwon Gun. Elle a porté le nom de Gukhak de 1275 à 1298 puis de Sungkyunkwan de 1308 jusqu'à la chute de la dynastie en 1392.
À partir de cette date, l'établissement de Kaesong perd son statut privilégié et continue de fonctionner comme une académie de province jusqu'à la chute de Joseon. Brulée en 1592 lors de l'invasion japonaise, elle est reconstruite en 1602. Elle regroupe plus de 20 bâtiments ordonnés suivant la structure classique des établissements confucianistes. Arrangés suivant un axe nord-sud, la partie avant est composée de dortoirs entourant le pavillon Myeongryun, la principale salle de lecture. La partie arrière est un espace sacré où se tenaient les rites confucéens.
Rénovée en 1987, elle accueille depuis lors le musée de Koryo.

## Période Joseon
37° 35′ 07″ N, 126° 59′ 46″ E
Avec l'établissement de la dynastie Joseon et le déplacement de la capitale de Kaesong à Séoul, la Sungkyunkwan est aussi relocalisée en 1398 dans le quartier de Jongno-gu dans le centre de cette ville. 
Incendiée en 1400, détruite lors de l'invasion japonaise de la fin du XVIe siècle, elle a été reconstruite en 1407 et en 1601. À partir de 1895, elle entame des réformes qui la transforme en une université moderne.
Les lettrés Jeong Inji (1396-1478), Sin Sukju (1417-1475), Jo Gwang-jo (1482-1519), Yi Hwang (1501-1570) et Yi I (1536-1584) ont fait partie de cette institution.

## Époque moderne
Actuellement, deux universités se réfèrent à cette institution prestigieuse. En Corée du Sud, l'université Sungkyunkwan à Séoul en est l'héritière directe  malgré des changements de statut et de nom pendant la période japonaise (1910-1945). En Corée du Nord,  Songgyungwan de Koryo est le nom donné à une université de Kaesong à partir de 1992, auparavant une école pour l'industrie légère.